# Elfo oscuro
Los elfos oscuros (nórdico antiguo: Dökkálfar o Svartálfar, elfos oscuros y elfos negros respectivamente) son unas criaturas de la mitología nórdica que residen en el reino de Svartálfaheim con características similares a los enanos (duergar) y son la contraparte de los elfos de la luz, los Ljósálfar.
El Svartalfar original trabajó las fraguas en el nivel más bajo del árbol del mundo. Su papel y aspecto varía a través de folclore germánico pero se mencionan a veces con la piel negra u oscura como resultado del trabajo en la forja.
Los Dökkálfar ("Elfos oscuros") son guardianes ancestrales que protegen a la gente, si bien pueden también ser amenazadores, especialmente cuando se les trata groseramente. Normalmente intentan evitar la luz, aunque no sean necesariamente subterráneos.
En Gylfaginning, en la Edda prosaica, Snorri Sturluson los distingue de los Ljósálfar ("Elfos de la luz") de Álfheim, si bien en la mayoría de fuentes son conocidos simplemente como elfos.

## Literatura
En la obra El Silmarillion escrita por J. R. R. Tolkien los Elfos Oscuros, según el lenguaje de Aman, son todos los elfos que no vieron la luz de los árboles de Valinor (Moriquendi «Elfos de la oscuridad»). Pero en el período del exilio de los Noldor se aplicó a menudo a los elfos de la Tierra Media que no pertenecían a los Noldor ni a los Sindar, y por lo tanto equivale virtualmente a Avari. Pero el término paso a denominar definitivamente a los elfos capturados por Melkor y se convirtieron en sus generales, con su sangre se hizo una "raza superior" de los orcos (a la que pertenece Azog el Profanador)[cita requerida].
También están presentes en la saga de El elfo oscuro, del escritor R. A. Salvatore, cuyo protagonista es un elfo oscuro llamado Drizzt Do'Urden. En Reinos Olvidados, los Elfos Oscuros (conocidos también con el término de drow) son una raza maligna y retorcida, en el que las mujeres tienen el máximo poder, y veneran principalmente a Lloth, la Reina Araña (teniendo en cuenta que la araña es muy importante en la simbología drow). Son una raza de elfos que habitan en la Antípoda Oscura, y que al vivir en las oscuras profundidades de la tierra son incapaces de soportar la luz del sol, además de que su piel es oscura y negra como la obsidiana y sus ojos rojos, amarillos o violetas (estos dos últimos son los menos comunes).
También se les conoce por Warhammer. Los Elfos oscuros son aquellos elfos que dieron la espalda a los dioses, conocidos como Cadai, y comenzaron a adorar a los Cytharai o dioses oscuros. Este cambio religioso y el supuesto derecho del Personaje de Malekith a coronarse como Rey de todos los elfos, produjeron una guerra civil, en la que los Elfos oscuros perdieron. Se vieron, por lo tanto, obligados a emigrar y asentarse en las tierras de Naggaroth. Aquí se impuso el culto a los Cytharai como norma y en especial al dios élfico de la guerra, la sangre y el asesinato, el dios Khaine, conocido también como "el dios de la mano ensangrentada". El rey de los Elfos oscuros es Malekith Rey de Naggaroth. Toda la historia se cuenta en el libro de la La Secesión por Gav Thore. Otro Elfo oscuro a destacar es Malus Darkblade, el hijo ilegítimo de Lurlan vaulkar de la ciudad de Hag Gaef en Naggaroth, el cual quiere arrebatarle el puesto a su padre. En su búsqueda de poder, es poseído por un demonio, el cual le concede un año para hacerse con cinco objetos mágicos antes de apoderarse de su alma tomada. El demonio necesita estos cinco objetos para tomar forma física y pisar el mundo mortal. Malus busca liberar su alma del demonio y, por lo tanto, se ve envuelto en la búsqueda de estos objetos. Toda la historia se narra en Las Crónicas de Malus Darkblade por Dan Abbnet y Mike Lee.

## Películas
En Thor: el mundo oscuro el dios Thor lucha contra los elfos oscuros, que quieren reconstruir Svartálfaheim.
En la trilogía de El hobbit los elfos del Bosque Negro parecen ser un poco más oscuros que los demás elfos de la Tierra Media.